# Ottavio Mai
Ottavio Mario Mai (Roma, 9 dicembre 1946 – Torino, 8 novembre 1992) è stato un regista, sceneggiatore, attore, scrittore e poeta italiano.
Nel 1986, insieme al compagno Giovanni Minerba, fonda a Torino il Festival cinematografico a tematica omosessuale Da Sodoma a Hollywood, che ha festeggiato nel 2015 la sua trentesima edizione .

## Biografia
Nasce a Roma, settimo di otto figli, orfano di madre a soli due anni. Dopo varie esperienze lavorative (da venditore di bibite nei cinema romani a metalmeccanico della Volkswagen in Germania, poi alla Fiat di Torino e in altre piccole aziende del settore), nei primi anni Settanta si diploma a Torino e studia Scienze Politiche e Filosofia, seguendo intensamente, in particolare, i corsi di Storia del Cinema. Nel 1977 incontra Giovanni Minerba con il quale costruisce un sodalizio che indirizzerà la seconda parte della sua vita, a partire dalla militanza nel FUORI! e nel Partito Radicale.
Nel 1981 costituisce insieme a Giovanni Minerba l'Associazione Culturale "L'Altra Comunicazione", con la quale fino al 1992 ha realizzato 22 lavori in video e pellicola Super8, proiettati in molti Festival di tutto il mondo, ottenendo vari riconoscimenti e ricevendo ottime critiche. Produce varie opere di Tonino De Bernardi, Ernaldo Data, Edda Melon e Raffaella De Vita. Nel 1985 Ottavio e Giovanni iniziano un rapporto di lavoro con Rai3 Piemonte; in tre anni gireranno per Rai3 sei video di circa 30 minuti l'uno.

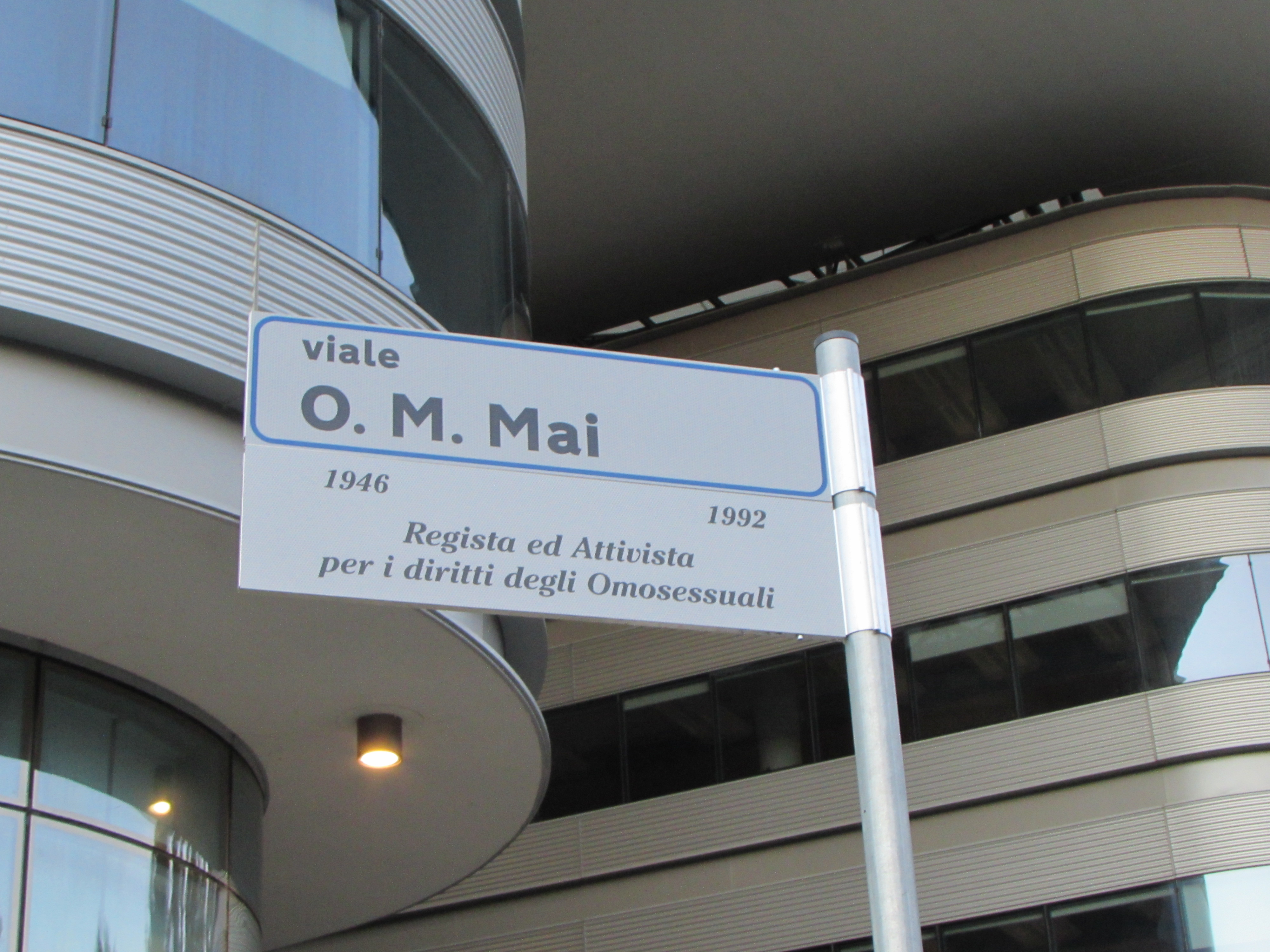
Targa della via intitolata ad Ottavio Mario Mai

Da Rai3 viene chiesto a Ottavio e Giovanni di realizzare il remake di Dalla vita di Piero e intitolarlo Giovanni. Verrà poi trasmesso in fascia preserale, alle 19.30, un piccolo evento per il tema affrontato e per gli standard e i canoni del servizio radiotelevisivo pubblico dell'epoca. Nel 1986 Ottavio e Giovanni dirigono la prima edizione del Festival Internazionale di Film con Tematiche Omosessuali Da Sodoma a Hollywood.

Nel 1991, Mai e Minerba firmano insieme Il fico del regime, un documentario su Giò Stajano, in Italia l'omosessuale dichiarato più famoso degli anni sessanta, protagonista della Dolce vita romana ed uno degli interpreti del film di Fellini.
Malato di AIDS, si suicida in ospedale nel novembre 1992.
La città di Torino gli ha intitolato una via il 24 aprile 2015, accanto al nuovo Campus Universitario "Luigi Einaudi".

## Filmografia
- Dalla vita di Piero - 1982
- Messaggio - 1983
- Inficiati dal male - 1984
- Io non sono come te - 1984
- Attenzione ai camionisti - 1985
- Più vivo di così non sarò mai - 1985
- La preda - 1985
- Ritratto con musica - 1985
- Teatrante musicante e saltimbanco, regia di Giovanni Minerba (1985)
- Storie di una certa età - 1985
- Un po' di sud, regia di Giovanni Minerba (1985)
- Giovanni - 1987
- Contrappunti - 1987
- Preludio - 1987
- La staticità di un corpo - 1988
- Da Sodoma a Hollywood (Il Festival del vizio), co-regia Mai-Minerba (1989)
- Epitaffi, co-regia Mai-Minerba (1989)
- Tea for Two - 1989 1989 (coregia Mai-Minerba)
- Fiction, co-regia Mai-Minerba (1990)
- Partners, co-regia Mai-Minerba (1990)
- Il fico del regime, co-regia Giovanni Minerba (1991)
- Orfeo, il giorno prima regia di Giovanni Minerba - sceneggiatura di Mai e Minerba (1994)